# 諶小岑
谌小岑（1897年2月—1992年11月27日），又名伊勋，男，湖南安化人，中华民国及中华人民共和国政治人物。

## 生平
1897年2月，谌小岑生于湖南安化。1916年，谌小岑考入天津高等工业学校。1917年入北洋大学特别班，任《北洋大学日刊》经理兼记者、天津学生联合会会计，参加觉悟社时的代号为41。
1921年，谌小岑任华俄通信社翻译、上海分社中文部主任。1923年，谌小岑在天津协助邓颖超创立女星社、女星成年妇女补习学校。此后，谌小岑历任汉口扬子机械厂化学技师、中国国民党中央党部工人部指导主任、中国国民党上海市党部监察委员、国民政府铁道部劳工科科长、浙赣铁路理事会秘书等职。其间，谌小岑曾为沟通中国国民党与中国共产党双方高层接触，开展联合抗日谈判而从中联络。1936年，谌小岑任中国国民党广东省党部书记长兼民众训练科科长。1942年之后，任立法院立法委员、交通部顾问、浙赣铁路理事会主任秘书。
1948年，谌小岑加入浙江省政府委员陈惕庐组织的孙文主义革命同盟，主张“反蒋美、奉行三大政策”。孙文主义革命同盟负责人陈惕庐奉浙江省主席陈仪指示，在上海对汤恩伯的部下开展策反，遭特务侦知。1949年3月底，孙文主义革命同盟遭破坏，孙文主义革命同盟常务理事谌小岑遭中国国民党开除党籍。
中华人民共和国成立后，谌小岑先后在中央人民政府出版总署编译局、文化部出版局进行翻译工作，1957年任国务院参事。文化大革命期间，1967年6月，谌小岑被隔离审查，关入秦城监狱。获得平反之后，谌小岑回到国务院参事室仍任参事，后来当选为民革中央监察委员会常委。
1992年11月27日，谌小岑在北京逝世。終年96歲。